# Киргистан на Зимским олимпијским играма 2014.
Киргистану је ово било шесто учешћешће на Зимским олимпијским играма. На Олимпијским играма 2014., у Сочиу, (Русија) учествовао су са 1 учесником, који су се такмичио у две дисциплине алпског скијања.
Делегација Киргистана се састојала од једног скијаша Дмитрија Трелевског, који је требало да се такмичи у свом другом узастопном учешћу на Зимским олимпијским играма. делегација се сатојала и од 4 званичника. Укупно $ 1,980 УСД је намењен да помогне Тревелском у његовим припремама након што се квалификовао за Игра. Према потпаролу Државне агенције за физичко васпитање (ГАФКС) Нурдину Султамбајеву "зимски спортови су најскупљи тамо и Киргистану је недостајало новца да финансира већи тим". Међутим, 12. фебруара током тренинга Трелевски је озбиљно повређен, да је морао да се повуче из такмичења. Након петиције МОК национални олимпијски комитет заменио је Дмитрија Трелевског са Јевгенијем Тимофејевом..

## Алпско скијање
Мушкарци
| Такмичар           | Дисциплина | 1. вожња | 1. вожња | 2. вожња | 2. вожња | Укупно  | Укупно  | Детаљи |
| Такмичар           | Дисциплина | Време    | Пласман  | Време    | Пласман  | Време   | Пласман | Детаљи |
| ------------------ | ---------- | -------- | -------- | -------- | -------- | ------- | ------- | ------ |
| Јевгениј Тимофејев | велеслалом | 1:34.65  | 68       | 1:37.07  | 63       | 3:11.72 | 61      |        |
| Јевгениј Тимофејев | Слалом     | 1:02,47  | 73       | 1:12,96  | 41       | 2:15,43 | 41      |        |